# Somebody Else
"Somebody Else" é uma canção do cantor norte-americano Mario, gravada para o seu futuro quinto álbum de estúdio. Conta com a participação da rapper Nicki Minaj, sendo composta por Jamal Jones, Jeremiah "Sickpen" Bethea, William "Anomaly" Tyler, Onika Maraj, Marvin E. Smith, Mario Barrett, Cory McWilliams e produzida por Polow da Don. Foi lançada em download digital dia 21 de maio de 2013 pela Epic Records, servindo como single de estréia do disco. O seu vídeo musical estreou no programa 106 & Park em 10 de julho de 2013.

## Desempenho nas tabelas musicais

### Posições
| Tabela musical (2013)                           | Melhor posição |
| ----------------------------------------------- | -------------- |
| Estados Unidos - Bubbling Under Hot 100 Singles | 5              |
| Estados Unidos - Hot R&B/Hip-Hop Songs          | 27             |